# Bebe dudái konfliktust okoznak
A Bebe dudái konfliktust okoznak (Bebe's Boobs Destroy Society) a South Park című rajzfilmsorozat 89. része (a 6. évad 10. epizódja). Elsőként 2002. július 17-én sugározták az Amerikai Egyesült Államokban.

## Cselekmény
|  | Alább a cselekmény részletei következnek! |

Ebben a részben Bebe-nek (Wendy legjobb barátnőjének) mellei nőnek. Bár nem nagyok (először Bebe is szúnyogcsípésnek hitte őket), mégis a fiúk sokkal okosabbnak és jobb fejnek látják (de ők sem tudják, hogy valójában miért). Emiatt Wendy és a többi lány hihetetlenül féltékeny lesz, főleg mert Wendy barátja, Stan is Bebe hatása alá kerül.
A fiúk veszekedni, majd verekedni kezdenek, hogy eldöntsék, ki lógjon Bebe-vel. Először még csak rövid ideig, de aztán egyre inkább ősemberként viselkednek. Eközben Bebe aggódni kezd, hogy a fiúk sosem fogják komolyan venni és arra a sorsra jut mint az anyja (akit mindenki csak buta szőkének néz), ezért beszél egy plasztikai sebésszel, hogy az lekicsinyítse melleit. A sebész megtagadja a kérést, mert őrültségnek tartja a műtétet. Később Wendy is megjelenik az orvosnál, de ő mellnagyobbítást kér, amit az orvos szívesen meg is tesz neki. Ez idő alatt Stan és az apja,  Randy elbeszélgetnek a mellekről.
Következő alkalommal, mikor az iskolába mennek, Bebe egy dobozt visel a mellén, hogy takarja azt. Emiatt a fiúk már nem is vonzódnak hozzá annyira. Stan megosztja az osztállyal apja tanácsát, miszerint ne hagyják, hogy a mellek irányítsák az életüket. Ezzel a tanáccsal a fiúk egyet is értenek. Közvetlen ezután megérkezik Wendy is, a nagyobb melleivel, de őt Bebe-vel ellentétben már kigúnyolják.

## Utalások
- Mikor a fiúk ősemberként viselkednek, az valószínűleg a Majmok bolygója és a 2001: Űrodüsszeia című filmek paródiája.
- Mikor Stan elmeállapota megváltozik, Bebe melleit „Ata”-nak nevezi. Ezzel A tűz háborúja című francia filmre utalnak, ahol az ősemberek a tüzet nevezik így. A szó emellett az egyik nigériai nyelven „ikrek”-et jelent.
- Cartman bárányozása A bárányok hallgatnak című thriller paródiája.

## Bakik
- Bebe és Wendy mellei is eltűnnek az epizód után.
- A rész szerint Bebe "nem akar elkurvulni", de Az ostobenkó kurva videó készlet című részben ő vezeti a kurvává válni akarókat, akik kitagadták Wendyt.

## Kimaradt jelenet
- A rész végéről kivágták az egyik jelenetet, amelyben Wendynek mellimplantátumot ültettet be. Az orvos  szitkozódások közepette tömködi be a teljesen meztelen Wendy mellkasába az implantátumot, amitől mindenfele fröcsög a vére.